# Batalla de San Pascual
La batalla de San Pascual fue un encuentro militar que tuvo lugar durante la Guerra de Intervención Estadounidense, en lo que hoy es el Valle de San Pasqual, una de las comunidades de la ciudad de San Diego, California. El 6 y el 7 de diciembre de 1846, las fuerzas de lanceros mexicanos comandadas por el General Andrés Pico combatieron contra el ejército estadounidense dirigida por Stephen W. Kearny que estaba compuesto por 150 hombres, los mexicanos lograron matar a 18. Ambos bandos dicen que su país ganó la batalla, llevando a que la batalla fuera indecisa.

## Antecedentes
El general Kearny tenía órdenes de tomar el mando de las fuerzas estadounidenses en California, pero antes de entrar en Alta California desde Santa Fe, Kearny envió de vuelta a 200 de sus 300 dragones montados después de escuchar del mensajero Kit Carson que toda California había sido conquistada por el comodoro Robert F. Stockton y sus 400 marineros y marines, y John C. Frémont y sus 400 hombres del Batallón California. Después de 1370 kilómetros de marcha agotadora cruzando el desierto de Sonora, Kearny y sus hombres montados en mulas llegaron finalmente a California muy debilitados. Allí se encontraron con el capitán Archibald H. Gillespie de los marines estadounidenses, que traía un mensaje de Stockton y su pequeña fuerza de 36 hombres y un pequeño obús que habían conseguido en Los Ángeles. Las fuerzas estadounidenses formaban 179 hombres en total.